# Doboka (ispán)
Doboka ispán Anonymus gesztája szerint Csanád vezér apja, aki ismeretlen fokú rokonságban állt Szent István királlyal. Valószínű, hogy az erdélyi Gyula ellen István által indított támadás vezetője volt, és a győzelem után ő szervezte meg Doboka vármegyét, melynek első, névadó ispánja lett.